# 河口叉蕨
河口叉蕨（学名：Tectaria hekouensis），为叉蕨科叉蕨属下的一个植物种。其种加词“hekouensis”意为“云南红河州河口县的”。
现接受名为五裂三叉蕨（Tectaria quinquefida (Baker) Ching, 1931）。